# Marcelina Witek
Marcelina Klaudia Witek, po mężu Konofał (ur. 2 czerwca 1995 w Słupsku) – polska lekkoatletka specjalizująca się w rzucie oszczepem.

## Życiorys
W 2013 została brązową medalistką mistrzostw Polski juniorek z wynikiem 47,80 m. W 2014 zdobyła złoty medal mistrzostw kraju juniorek w rzucie oszczepem z wynikiem 57,31 m i brązowy w pchnięciu kulą z rezultatem 13,72 m, a także zajęła 4. miejsce na mistrzostwach świata juniorów w tej konkurencji z wynikiem 54,14 m.
W 2015 została mistrzynią Polski w rzucie oszczepem z wynikiem 56,80 m oraz młodzieżową mistrzynią kraju z wynikiem 53,55 m. W 2016 zdobyła srebro mistrzostw Polski w tej samej konkurencji z wynikiem 57,31 m oraz młodzieżowych mistrzostw Polski w rzucie oszczepem z wynikiem 58,41 m. W tym samym roku wystartowała w mistrzostwach Europy w Amsterdamie, na których zajęła 22. miejsce z wynikiem 55,03 m.
W 2017 roku została młodzieżową mistrzynią Polski z wynikiem 57,24 m, srebrną medalistką drużynowych mistrzostw Europy, na których zajęła 3. miejsce w rzucie oszczepem z wynikiem 60,98 m, brązową medalistką młodzieżowych mistrzostw Europy z wynikiem 63,03 m oraz mistrzynią Polski z wynikiem 59,21 m. Była również 22. na mistrzostwach świata z wynikiem 59,00 m, a także zdobyła złoty medal uniwersjady, pobijając wynikiem 63,31 m rekord życiowy.
Reprezentantka Polski w pucharze Europy w rzutach.
W latach 2009–2015 reprezentowała klub SKLA Słupsk, w latach 2015–2016 reprezentantka SKLA Sopot, w 2017 KS Polanik Piotrków Trybunalski, a od 2018 AML Słupsk. Jest trenowana przez swojego ojca Mirosława.
Była rekordzistka Polski juniorek z wynikiem 61,24 m (Białogard, 6 września 2014).
Studiowała zaocznie na AWFiS Gdańsk. We wrześniu 2021 poślubiła Patryka Konofała, z którym ma syna Mikołaja.

## Rekord życiowy
- rzut oszczepem – 66,53 m (Białogard, 5 maja 2018)